# 20836 Marilytedja
20836 Marilytedja è un asteroide della fascia principale. Scoperto nel 2000, presenta un'orbita caratterizzata da un semiasse maggiore pari a 3,0004679 UA e da un'eccentricità di 0,0756654, inclinata di 2,51008° rispetto all'eclittica.